# Rahul Gandhi
Rahul Gandhi (en hindi : राहुल गांधी), né le 19 juin 1970 à New Delhi, est un homme politique indien. Membre du Congrès national indien, il est chef de l'opposition officielle à la Lok Sabha depuis le 25 juin 2024. Fils de l'ancien Premier ministre Rajiv Gandhi et de l'ancienne présidente du Congrès Sonia Gandhi, il est l'héritier de la famille Nehru-Gandhi.
Il est député depuis 2004, secrétaire général du Congrès entre 2007 et 2013, vice-président entre 2013 et 2017 puis président de décembre 2017 à août 2019.

## Biographie

### Jeunesse et formation
Rahul Rajiv Gandhi naît le 19 juin 1970 à New Delhi. Il est l'aîné des deux enfants de Rajiv Gandhi, plus tard Premier ministre de l'Inde, et Sonia Gandhi, qui le précéda à la présidence du Congrès national indien.
Sa grand-mère est Indira Gandhi, Première ministre à l'époque de sa naissance et elle-même fille unique de Jawaharlal Nehru, le premier Premier ministre de l'Inde indépendante.
Rahul Gandhi fréquente l'école St. Columba's à Delhi, puis The Doon School à Dehradun. Après l'assassinat d'Indira Gandhi, alors que Rajiv Gandhi devient Premier ministre le 31 octobre 1984, Rahul et sa sœur Priyanka Gandhi sont éduqués à la maison. 
Rahul Gandhi rejoint pour ses études l'université Harvard mais, après l'assassinat de son père en 1991, il rejoint le Rollins College pour des raisons de sécurité. Durant cette période, il utilise le pseudonyme de Raul Vinci. Il obtient un Baccalauréat ès lettres en 1994 puis un Master of Philosophy au Trinity College de Cambridge en 1995.
Il rejoint ensuite le secteur privé et travaille dans une firme londonienne de consultants en gestion, puis, à partir de 2002 à Bombay.

### Carrière politique
Rahul Gandhi se présente et remporte ses premières élections en 2004, dans la circonscription d'Amethi qu'occupait précédemment son père, puis sa mère. En 2006, avec sa sœur Priyanka, ils supervisent la campagne de Sonia Gandhi dans la circonscription de Rae Bareilly.
En 2007, Rahul Gandhi est nommé secrétaire général du Congrès national indien et président du Indian Youth Congress, l'organisation de jeunesse du parti. Depuis cette époque, il est souvent considéré comme un potentiel candidat au poste de Premier ministre.
En 2012, il supervise la campagne du Congrès lors des élections locales en Uttar Pradesh, l'État le plus peuplé d'Inde et où le parti enregistre de faibles scores depuis plusieurs années. Le Congrès remporte 28 sièges, soit 6 de plus que lors des précédentes élections, mais ne parvient pas à concurrencer les partis majeurs de l'État.

#### Président du parti du Congrès

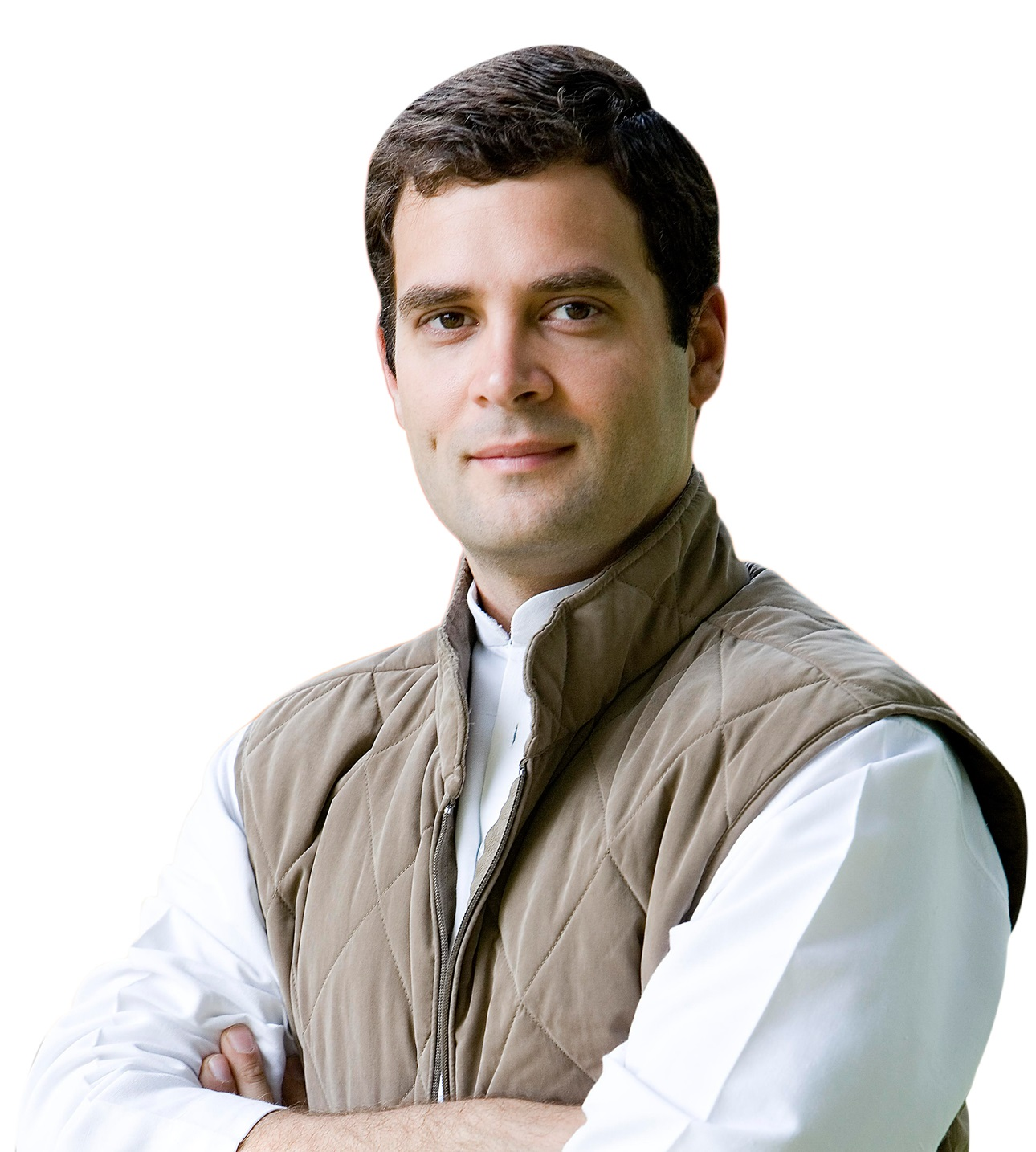
Rahul Gandhi en 2008.

Le 16 novembre 2012, Rahul Gandhi devient président du Comité de coordination du Congrès en vue des élections de 2014. Le 19 janvier 2013, il devient vice-président du Congrès. Le 16 décembre 2017, il en prend la présidence à la place de sa mère Sonia Gandhi, qui occupait ce poste depuis 19 ans. 
Pendant la campagne précédant les élections législatives de 2019, il est la cible d'attaques islamophobes et xénophobes. Il est présenté par le Bharatiya Janata Party (BJP) comme musulman, parce qu’une photographie le montrait enfant en prière dans une mosquée. 
Le président du BJP, Amit Shah, a également affirmé qu'il se présentait dans une circonscription à majorité musulmane (ce qui était faux), qu’il comparait au Pakistan ; il a également expliqué qu’en voyant les cortèges des partisans de son adversaire il n’arrivait pas à savoir si l’action se passait « en Inde ou au Pakistan ». 
Le 3 juillet 2019, Rahul Gandhi publie une lettre de quatre pages sur Twitter pour officialiser sa démission de la présidence du Parti du Congrès, à peine plus d’un mois après la déroute subie par son camp aux élections législatives. Son mandat n’aura duré qu’un an et demi.

#### Pressions du gouvernement et poursuites judiciaires
Rahul Gandhi et plusieurs autres responsables du Parti du Congrès ont vraisemblablement été espionnés par le gouvernement indien à travers le logiciel israélien Pegasus.
En juin 2022, une agence gouvernementale ouvre une enquête à leur encontre, les accusant de blanchiment d’argent dans le financement d’un journal proche du Congrès, ce qu’il conteste.
Il est condamné en mars 2023 par un tribunal du Gujarat à deux ans de prison pour diffamation envers le Premier ministre Narendra Modi, qu'il avait traité de voleur en 2019. Le juge qui examinait l’affaire est l’ancien avocat du ministre de l'Intérieur Amit Shah, proche allié de Narendra Modi. Dès le lendemain, le Parlement, où le BJP est majoritaire, le démet de son mandat de député. La sentence le rend inéligible pour six ans ce qui devrait l’empêcher de se représenter aux élections de 2024. Les principaux partis d’opposition ont vivement condamné une tentative de bâillonner une voix dissidente. Le Monde note que cette condamnation intervient dans un « climat politique chaque jour plus délétère », les personnalités en vue de l’opposition ou des médias indépendants étant la cible d’opérations punitives. Pour l'universitaire Gilles Verniers, « il est clair que l’Inde fait usage de la loi à des fins partisanes et arbitraires. C’est du légalisme autocratique utilisé contre un membre éminent de l’opposition pour s’en débarrasser sous couvert de la loi. »
Le 4 août 2023, la Cour suprême suspend sa condamnation, permettant son retour comme député à la Lok Sabha,.